# Coq-au-vin
A coq-au-vin (kakas borban) egy klasszikus francia étel, amely összetevőiben (gomba, szalonna, hagyma, sárgarépa, burgonya) nagyon hasonlít a burgundi marhához. Fő különbség a kakas (vagy tyúk, esetleg csirke). További különbség, hogy egyes változatai fehérborral készülnek.

## Története
A legenda szerint Vercingétorix a gallok vezére küldött egy kakast Julius Caesarnak Gergovia ostromakor, amely a büszke gallok állhatatosságát jelképezte. Caesar meghívta a gall hadvezért vacsorára (cena) és a kakast szolgáltatta fel vörösborban megfőzve. Másnap a gallok tönkreverték a római sereget.
Bár a közvélekedés szerint a coq-au-vin tradicionális étel, ami a középkor óta népszerű, a recept a 20. század elejéig nem jelent meg írásban. Érdekes módon, egy hasonló recept Poulet au vin blanc címen megjelent egy angol szakácskönyvben 1864-ben.

## Elkészítése
Mivel a kakas melle túl száraz, a coq au vinbe csak a sötét húsokat teszik bele. A többi részből alaplevet főznek. A combokat levágják, kettévágják alsó és felsőcombra, majd a felsőcombot is kettévágják. Ezeket egy-két napra vörösboros páclébe teszik. A maradék részeket kisebb darabokra vágják, sütőben megpirítják, majd alaplevet főznek belőlük. A pácléből kivett, leszárogatott, majd lisztbe forgatott húsrészeket zsiradékban megpirítják és az alaplével, valamint a páclével (a zöldségekkel együtt) felöntve, sütőben, mérsékelten meleg sütőben puhára párolják. A levet leszűrik és felére beforralják, majd beurre maniéval, vagy vérrel besűrítik. Tálaláskor apró, vajon pirított gombafejeket, kisütött szalonnacsíkokat és galszírozott gyöngyhagymát adnak hozzá. Egyes változatok fehérborral készülnek, kucsmagombát és kevés tejszínt adnak hozzájuk.